# Municipio de Rich Grove
El municipio de Rich Grove (en inglés: Rich Grove Township) es un municipio ubicado en el condado de Pulaski en el estado estadounidense de Indiana. En el año 2010 tenía una población de 921 habitantes y una densidad poblacional de 9,82 personas por km².

## Geografía
El municipio de Rich Grove se encuentra ubicado en las coordenadas 41°7′42″N 86°45′24″O / 41.12833, -86.75667. Según la Oficina del Censo de los Estados Unidos, el municipio tiene una superficie total de 93.82 km², de la cual 93,82 km² corresponden a tierra firme y (0 %) 0 km² es agua.

## Demografía
Según el censo de 2010, había 921 personas residiendo en el municipio de Rich Grove. La densidad de población era de 9,82 hab./km². De los 921 habitantes, el municipio de Rich Grove estaba compuesto por el 97,39 % blancos, el 0,33 % eran afroamericanos, el 0,76 % eran amerindios, el 0,65 % eran de otras razas y el 0,87 % eran de una mezcla de razas. Del total de la población el 1,74 % eran hispanos o latinos de cualquier raza.